# 新崗哨

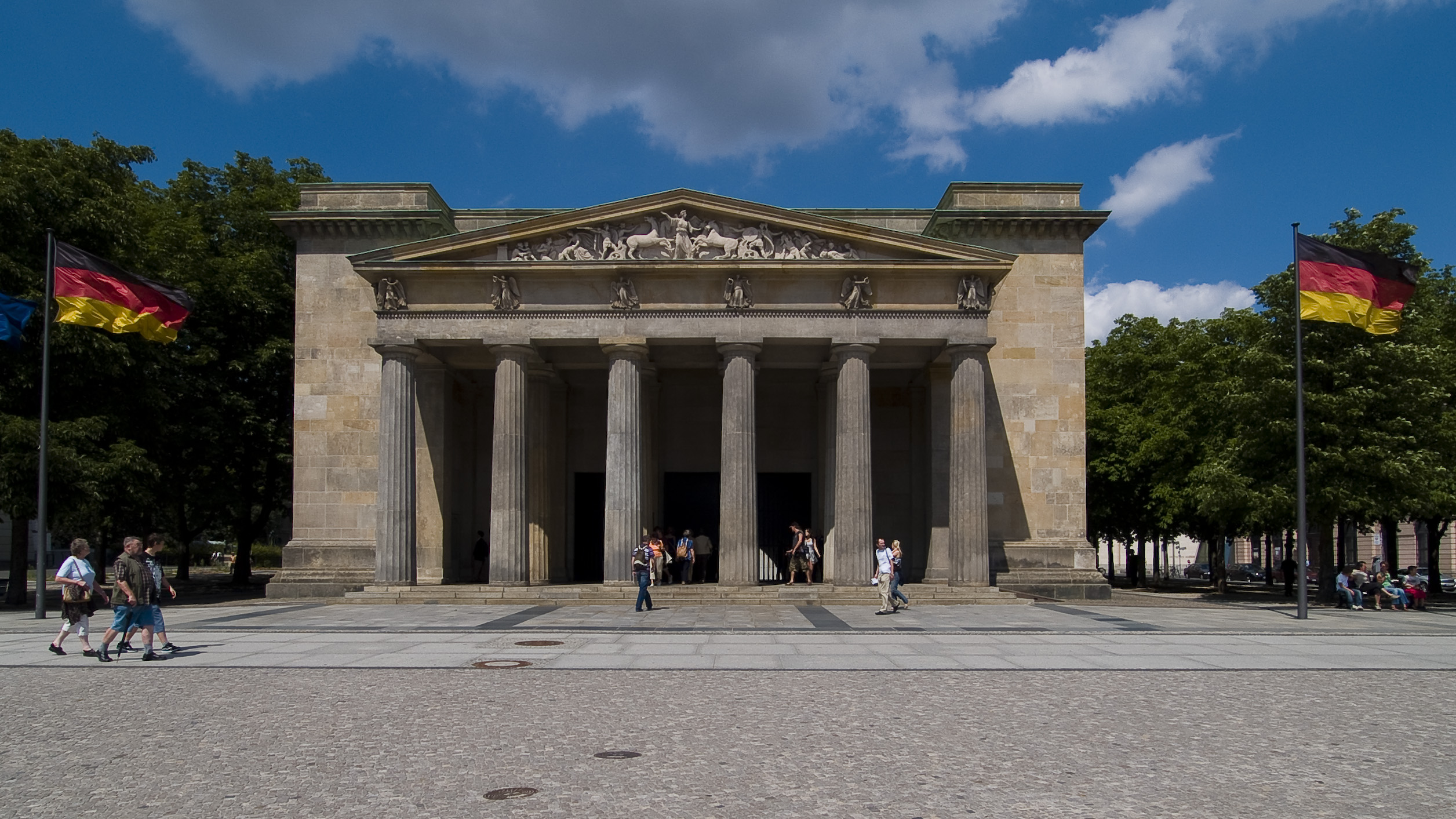
新崗哨的外觀

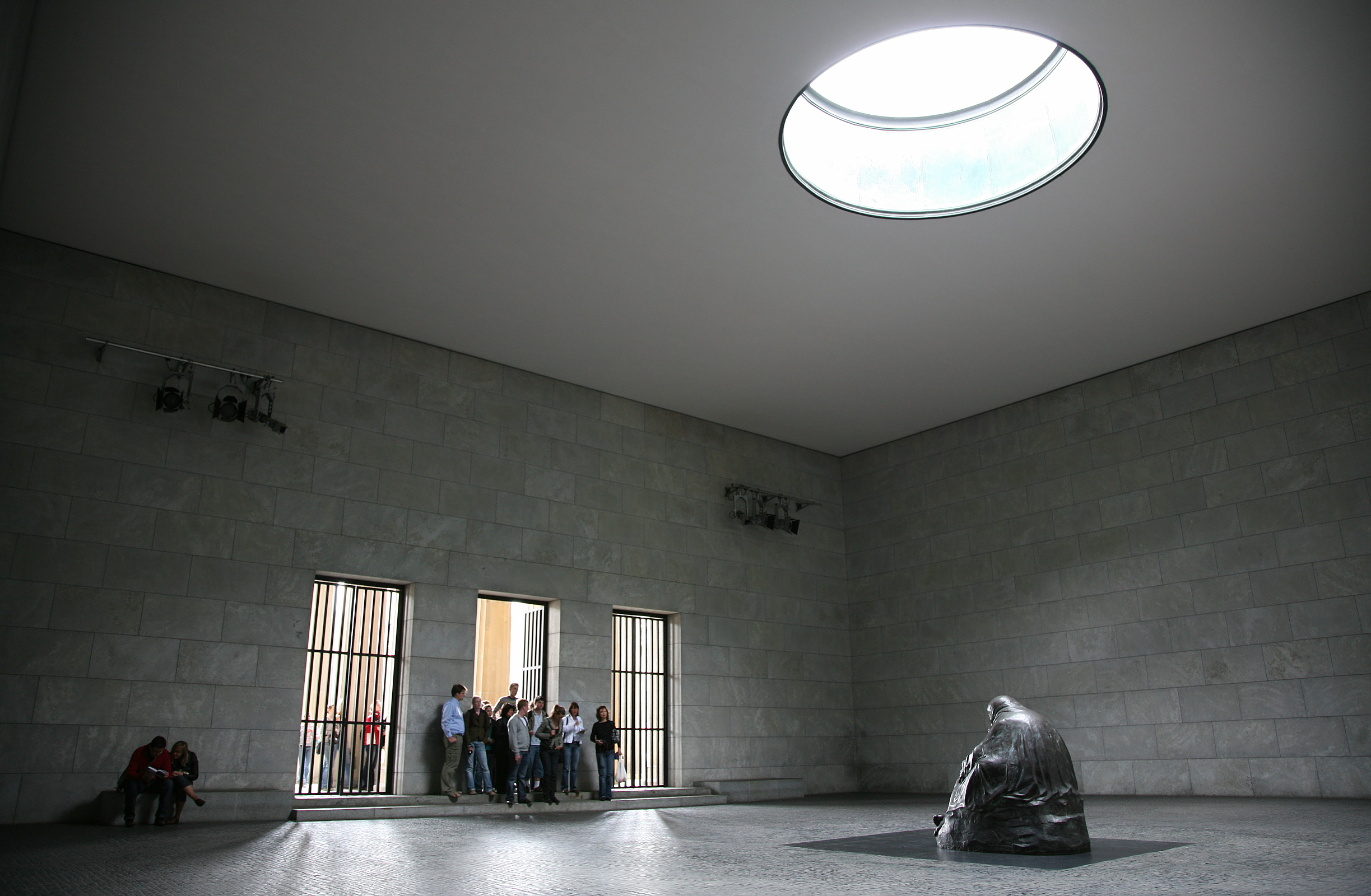
“母亲与亡子”雕塑

新崗哨（Neue Wache），现又名“德意志联邦共和国戰爭與暴政犧牲者纪念馆”。位于德国柏林市菩提樹下大街北侧。由卡爾·弗里德里希·申克爾所建造，始建于1816年，为一座新古典主义风格的建筑。1931年起將之作为國家纪念馆使用，不過戰前戰後的主題變化很大。

## 歷史
1818年完工，最早曾作为普鲁士王储所属部队的岗哨，最初是為了慶祝德國從拿破崙統治下獲得解放，慶祝戰爭勝利建立起國家認同感。後來在軍事上的勝利——特別是1871年戰勝法國——是普魯士和德國成為歐洲強國的重要里程碑。
新崗哨既是紀念勝利和將軍們的地方，也是著名的普魯士軍事機器的中心。1914年德軍在此發佈召集令，揭開了第一次世界大戰的序幕。
1918年德国废除君主制及第一次世界大战结束前该建筑一直作为王室卫队的岗哨使用，自1931年开始，納粹政府也將其視為重要的國家軍事宣傳地，用于纪念在第一次世界大战中阵亡的普魯士战士，政府决定进行改建并加有天窗。此时其名称为“阵亡战士纪念馆”。二战结束的几个月前曾被轰炸损毁。
1960年，德意志民主共和国政府修复了新岗哨，并将其改辟为“法西斯主义和军国主义受害者纪念馆”，由国家人民军弗里德里希·恩格斯警卫团值守。1969年东德成立20周年之际點燃了“长明焰”。
兩德統一后，1993年新岗哨被重修并更名为“德意志联邦共和国戰爭與暴政犧牲者纪念馆”。东德的纪念物被移除，并在中心放置有凱綏·柯勒惠支雕塑的“母亲与亡子”的放大版，是一個母親抱著死去的孩子的雕像。这一雕像被直接放置在天窗下方保持露天状态，暴露在柏林的雨雪中，象征二战中平民遭受的苦难。
1. ↑  . BBC 英伦网.   [2024-10-26]. （原始内容存档于2025-02-22） （中文（繁體））.
2. ↑  . 동아일보. 2019-04-25  [2024-10-26] （中文（臺灣））.